# Granges-Paccot
Granges-Paccot é uma comuna da Suíça, no Cantão Friburgo, com cerca de 2.318 habitantes. Estende-se por uma área de 3,98 km², de densidade populacional de 582 hab/km². Confina com as seguintes comunas: Düdingen, Friburgo (Fribourg/Freiburg im Üechtland), Givisiez, La Sonnaz.
A língua oficial nesta comuna é o Francês.